# Société Française des Films Éclair
La Éclair è stata una casa di produzione cinematografica francese fondata a Épinay-sur-Seine nel 1907 dall'industriale Charles Jourjon. Al suo interno si trovano i principali laboratori di sviluppo, trattamento e stampa delle pellicole cinematografiche girate in Francia.

## Gli inizi

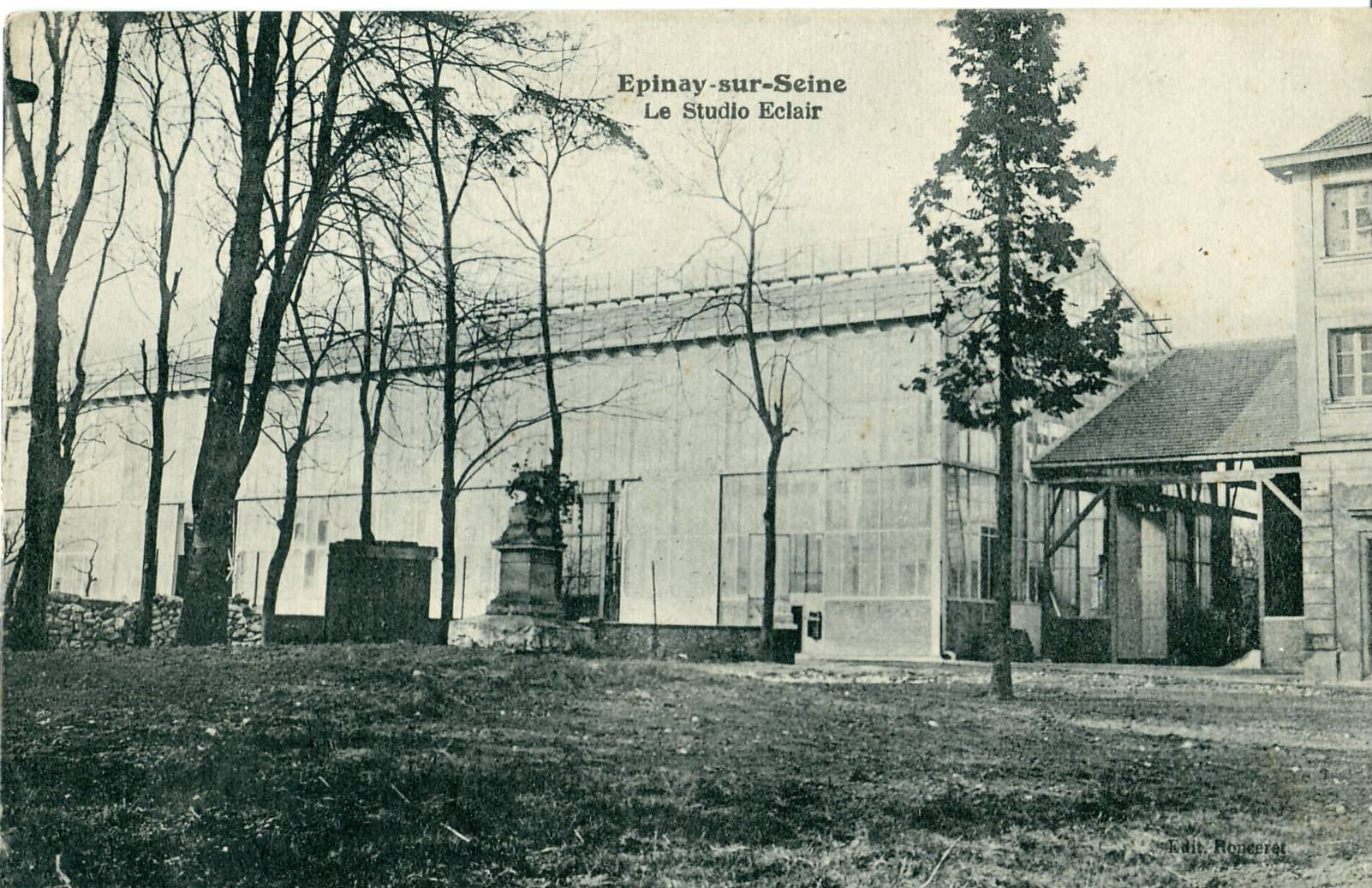
Gli Studi Éclair a Épinay-sur-Seine

Agli inizi, l'Éclair si dedica alla produzione di film: dal 1908 al 1918, diventa la terza industria cinematografica francese dopo Gaumont e Pathé. Lavora con grandi registi quali Maurice Tourneur e Victorin-Hippolyte Jasset e attori come Charles Krauss, André Liabel, Camille Barbou, Josette Andriot.
La società Éclair apre alcune succursali negli Stati Uniti: nel 1909 a New York, nel 1911 a Fort Lee e, infine, nel 1913, a Tucson. La casa di produzione, nel 1912, mette sotto contratto Émile Cohl, l'inventore del disegno animato ma poco tempo dopo si trova sconvolta da alcuni incidenti: il 22 giugno 1913 muore il direttore artistico della casa Jasset, nel marzo del 1914 bruciano gli studi e i laboratori di Fort Lee e la compagnia subisce delle gravi perdite finanziarie. L'Éclair perde anche Emile Cohl e Maurice Tourneur che, alla fine della guerra, decidono di restare negli Stati Uniti (Emile Cohl rientra in Francia nella primavera 1914, ma continua a lavorare agli studi Éclair). L'attività di produzione della casa cessa nel 1922.
La ditta si orienta verso la fabbricazione di proiettori e di materiali di sviluppo della pellicola, prima di mettersi a costruire cineprese a partire dal 1920, con la Caméréclair e la Camérette Éclair. Gli studi sono affittati ad altre case di produzione (per esempio a Luitz-Morat, Jacques Feyder, Marcel L'Herbier o Jean Epstein).
L'attività di produzione di Éclair riprende nel 1928. Nel 1929, produce uno dei primi film sonori, Le Collier de la reine, realizzato da Gaston Ravel e conosciuto in Italia con il titolo La collana della regina. Nel 1938, alla morte di Charles Jourjon, gli succede alla direzione il figliastro Jacques Mathot che rileva gli studi della Tobis d'Epinay-sur-Seine, dove venne girato Il milione (1931) di René Clair e La kermesse eroica di Jacques Feyder (1935)

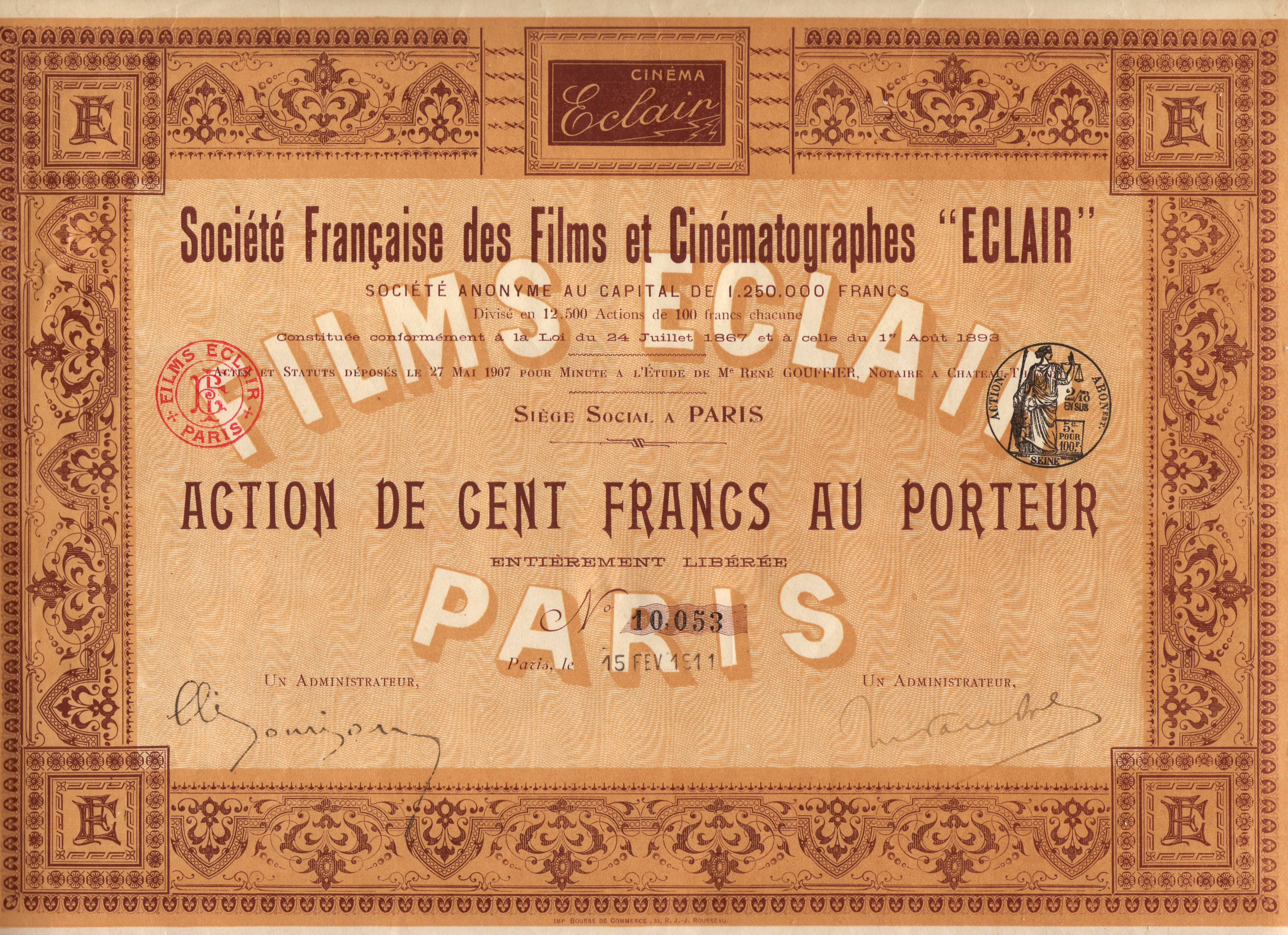
Un'azione dell'Éclair del 1911

Nel 1947, Éclair lancia sul mercato la camera a 35 mm. Caméflex, la cui versione portatile ottiene tre anni più tardi il premio dell'Academy of Motion Pictures. Negli anni sessanta, il modello Éclair 16, concepito in origine per la ORTF, viene usato dai cineasti della Nouvelle Vague.
Il produttore Harry Saltzman rileva agli inizi degli anni settanta parte dell'attività della Éclair, prima che questa venga venduta negli anni ottanta alla sua principale concorrente, la Aaton. La società diversifica l'attività produttiva dedicandosi al video e al restauro dei film su pellicola. Parallelamente, gli studi di Epinay ospitano le riprese di molti lungometraggi.
Nel febbraio 2007, la società "Holland Coordinator Italie", di proprietà dell'uomo d'affari e produttore tunisino Tarak Ben Ammar che possiede inoltre l'83% del gruppo Quinta Industries3, principale concorrente della Éclair, acquisisce il 43% del capitale di quest'ultima tramite l'acquisto della società Téléclair, in mano fino ad allora alla famiglia Dormoy. Nel dicembre dello stesso anno, il gruppo Quinta Industries diventa l'unico azionario della casa di produzione acquistano il 57% che rimaneva al fondo d'investimento ETMF2 di BNP Paribas. La filiale di Éclair Télétota rimane la proprietaria di EMTF2, anche se la SACD non vede di buon occhio questa concentrazione.
Nel marzo 2008, Tarak Ben Ammar e il gruppo di sua proprietà Quinta Industries decidono di chiamarsi fuori dalla quota di maggioranza dei laboratori Eclair, GTC, Télétota e Centrimage in circostanze mai del tutto chiarite. La fusione dei più grandi laboratori di produzione cinematografici francesi a tutt'oggi non si è ancora verificata, motivo di gioia per i produttori francesi e per la diversità culturale francese nel suo complesso.
Nel luglio 2009, i set cinematografici d'Epinay-sur-Seine (uno di 1500 m², due di 800 m² e uno di 200 m²) sono stati ceduti al gruppo TSF5.

## Registi
I registi che lavorarono per la compagnia furono: Romeo Bosetti, Gérard Bourgeois, Adolphe Candé, Émile Chautard, Joseph Faivre,  Victorin-Hippolyte Jasset, Gaston Ravel, Georges Rémond, Jean-Joseph Renaud, Maurice Tourneur,

## Attori
Attrici e attori della Éclair: Alexandre Arquillière, Camille Barbou, Charles Krauss, André Liabel, Henri Maillard, Fernand Mailly, Marie Montbazon, Marcel Simon